# Leithen (Bad Birnbach)
Leithen (dazu Leithenbauerstraße) ist ein Gemeindeteil des Marktes Bad Birnbach mit rund 60 Einwohnern. Leithen gehört zu Bad Birnbach im Landkreis Rottal-Inn. Außerdem befindet sich dort der örtliche Bahnhof von Bad Birnbach und eine Filiale der BayWa.
Durch Leithen fließt die Rott.
Die umliegenden Orte sind:
- Asenham
- Bleichenbach
- Schwaibach

## Infrastruktur
Bad Birnbach hat einen Wertstoffhof in Leithen. Ebenfalls in Leithen befindet sich die alte Kläranlage, die teilweise noch genutzt wird. Eine neue Kläranlage befindet sich in Bad Birnbach, Richtung Bleichenbach. 
Bahnhof
Den Bahnhof Leithen von Bad Birnbach an der Rottalbahn in Richtung Passau gibt es seit den frühen 1920er-Jahren. Seit 2008 wurden die Gleisanlagen reduziert. Hier verkehrt die Regionalbahn-Linie RB 46 (Südostbayernbahn).
Badebus
Der Bad Birnbacher Badebus verbindet den Bahnhof mit Bad Birnbach und transportiert die Kurgäste zu den jeweiligen Hotels.